# ディフタウ
ディフタウ（ゴラ・ディフタウ、ディフタウ山、ロシア語: Дыхтау(Dykhtau), カラチャイ・バルカル語: Дых тау(Dykh-Tau), グルジア語: დიხთაუ）は、ロシアのカバルダ・バルカル共和国にある山である。山頂はジョージアとの国境の北約5kmに位置している。エルブルス山に次いでコーカサス山脈およびヨーロッパで2番目に高い山である。山名はテュルク語で「ギザギザの山」を意味する"dik dagh"に由来する。

## アクセス
ディフタウへは北側（ロシア側）から最もアクセスしやすい。ベジンギ村はカバルダ・バルカル共和国の首都・ナリチクから公共交通機関がわずかしかなく、4WD車を借りる必要がある。ベジンギ村のキャンプは標高2180mの位置にある。ここからベースキャンプに到達するまでさらに2日間かかる。

## 登頂ルート
ディフタウは、ベジンギ氷河を渡り壮大な「ベジンギの壁」に面するコーカサス山脈の山の一つである。1888年のMummeryとZarfluhによる初登頂は当時の大きな成果だった。彼らが使用した南西稜を上るルートは今では通常のルートとしては使われておらず、ロシアのグレードで4Bに格付けされている北稜のルートが使われている。
Misses Koshから始まり、Misses-Tauの西稜を最初に横断し、Misses-Koshから4時間、ディフタウの北稜に下行する懸垂氷河が位置するロシアのBivouacまで続く。Misses-Tauとディフタウの間の狭い道にたどり着いたら、北稜は頂上に続いている。ロシアの野営地から北稜の野営地までは2日は見ておく必要がある。詳細と地図

## 地図
インターネット上ではソ連軍に由来する様々な地図が見られる。それらはキリル文字で書かれている。2つの地図がこのエリアをカバーしている。